# Musiken kommer
Musiken kommer var ett underhållningsprogram från Cirkus, Stockholm och sändes i Sveriges Television i åtta delar under hösten 1985.
Programidén var att para ihop två artister, där de fick framföra varsin sololåt och sedan avsluta med en duett.
TV1:s dåvarande nöjeschef Bo Rehnberg var programledare.
|   | Datum             | Medverkande                               |
| - | ----------------- | ----------------------------------------- |
| 1 | 31 augusti 1985   | Niclas Wahlgren och Pernilla Wahlgren     |
| 2 | 7 september 1985  | Per-Erik Hallin och Sollentuna ungdomskör |
| 3 | 14 september 1985 | Dan Tillberg och gruppen Katz             |
| 4 | 21 september 1985 | Basse Wickman och Maria Wickman           |
| 5 | 28 september 1985 | Li Berg och Derek Hudson                  |
| 6 | 5 oktober 1985    | Marie Bergman och Pugh Rogefeldt          |
| 7 | 12 oktober 1985   | Monica Törnell och Mikael Ramel           |
| 8 | 19 oktober 1985   | Anne-Lie Rydé och Mikael Rickfors         |